# Асен Карастоянов
Асен Павлов Карастоянов е български композитор, диригент и педагог.

## Биография
Роден в Самоков в чиновническо семейство. Учи флейта от 1914 до 1918 г. в Музикалното училище в София като ученик по флейта на Никола Стефанов. От 1921 до 1922 г. продължава образованието си във Висшето музикално училище в Берлин със специалностите флейта при Е. Прил и хармония при П. Юон. През периода 1923 - 1929 г. е диригент на духови и симфонични оркестри в Асеновград и Перник. От 1930 до 1931 г. специализира композиция в Париж в École Normale при Пол Дюка (Paul Dukas) и контрапункт в Schola cantorum при Пол льо Флем (Paul Le Flem). През 1932 г. учи в Лайпцигската консерватория теория на музиката и композиция при Гюнтер Рафаел.
От 1933 г. преподава музикална теория в Държавната музикална академия в София. През 1945 г. получава професорска степен.
С популярност се ползват неговите пет оперети, а след 1944 г. неговите масови песни („Бригадирски“). Носител е на много национални отличия и ордени. Автор е на учебници и статии.

## Творчество

### Балети
- „Болярска сватба“ (1949, недов.)
- „Бригадири“  бал. сцена (1950)

### Оперети
- „Ай завалъ Ахмед“ (1937; София)
- Аман бе, Хасан! („Еликсир за подмладяване“) (1938, София)
- „Сватбата на Шахризар“ (1940, София)
- „Михаил Строгов“ (1941, София)
- „Българи от старо време“ (1959, София)
- 3 детски оперети

### Хорово-оркестрови творби
- Симф. поема „Йоан Кукузел“ за тенор, смесен хор и симфоничен оркестър (1939)
- „Патриотична поема“ (1956).
- „Дайчово хоро“
- „Ситно хоро“ за смесен хор и оркестър

##### Кантати
- „Пролетна“ (1950)
- „Кантата за партията“ (1954)
- „Преобразена Добруджа“ (1955)
- „На партията“ (1957) и др.

### За симфоничен оркестър
- Три симфонични танца (1962).

##### Симфонии
- №1 „Рудничарска“ (1934)
- №2 „Дунавска“ (1960)
- №3 „Родопска“
- №4 „Прабългарска“ (1974)

##### Сюити
- „Балканска“ (1924)
- „Родопска“ (1940)
- „Средногорски скици“ (1941)
- „Младежка“ (1947)
- Сюита от оперетата „Българи от старо време“ (1958)

##### Концерти
- за флейта и оркестър (1965)
- за виолончело и оркестър (1969)
- Капричио за цигулка и орк.

### За духов оркестър
- Българска рапсодия (1953)
- 2 сюити
- 11 марша
- 14 хора
- 3 ръченици, потпури и др.

### За струнен оркестър
- „Богомилска легенда“ (1970)

### За мандолинен оркестър
- Потпури от български нар. песни (1915)

### Камерна музика
- Сюита за медни духови инструменти (1933)
- 2 квартета
- 2 сюити за флейта и пиано
- 20 пиеси за соло флейта

### За пиано
- Соната (1938)
- 2 детски пиеси
- Прелюд
- 20 полифонични пиеси

## Публикации
- „Задачи по хармония“ (София, 1942)
- „Учебник по хорово дирижиране“ (София, 1947)
- „Учебник по елементарна теория на музиката“ (София, 1948)
- „Конспект по хармонични стилове с въпроси и отговори“ (София, 1948)
- „Кратки напътствия по инструментация“ (София, 1948)
- „Мелодични и хармонични основи на българската народна песен“ (София, 1950)
- „Учебник по контрапункт“ (София, 1952, 54)
- „Сложен контрапункт, имитация и канон“ (София, 1957)
- „Полифонична хармония“ (София, 1959; на руски език 1964).